# El Psicópata
El Psicópata é um nome do assassino em série não-identificado que agiu nas cidades e região (Cartago, Curridabat e Desamparados) na Costa Rica, acusado de assassinar 19 pessoas de 1986 a 1996.
O nome do assassino foi nome dado pela Polícia Civil da Costa Rica em 1996, ao investigar crimes semelhantes que não foram solucionados nos anos anteriores.
O criminoso não identificado é o primeiro caso documentado e estudado de um assassino em série na história da Costa Rica. Seu modus operandi é associado com vários assassinatos ocorridos por 10 anos, que depois de 1996, não houve mais assassinatos.

## Esclarecimento
O autor (ou autores) dos crimes atribuídos ao El Pscópata nunca foi capturado. Esta página é baseada em informações divulgadas pelas autoridades, em documentos publicados pela imprensa.
Cabe notar que inclusão, de forma extra-oficial, tem sido atribuída a outros crimes, como os de El Descuartizador, que também nunca foi capturado (ver nota).

## O crime: vítimas e perfil
Suas vítimas eram mulheres solteiras ou casais hetero-sexuais (as quais usualmente atacava em lugares pouco movimentados durante horas da noite), especialmente na área entre Cartago, Curridabat e Desamparados, que naquele momento se denominou de "triângulo da morte".
Elaboraram um perfil do assassino, mas não detectou nada a relacionado com diversos crimes. O análise do perfil sinalizou que o sujeito em questão era um homem da nicaraguense (embora isto nunca passou ser uma possibilidade, entre muitas outras), veterano do conflito armado do seu país de origem, pois nos crimes era evidente que tinha um amplo domínio de técnicas de assalto e manejo de armas de alto calibre, com as quais a polícia de Costa Rica estava pouco familiarizada aos finais dos anos 1980.
Foi sugerido que o assassino poderia ser um costa-riquenho que em 1996 tinha 43 anos e esteve envolvido na guerrilha nicaraguense (as autoridades da costa-riquenses não davam por morto como resultado do conflito até que o indivíduo se apresentou ao Registro Civil solicitando uma cédula de identidade). Isso nunca chegou a ser confirmado e inclusive o último suspeito (um alegado à família de Ligia Camacho, cujo nome não foi revelado), foi apresentado às autoridades com seu advogado, com o propósito de demonstrar sua inocência.
Um rumor popular, jamais confirmado diz que o assassino poderia pertencer a uma das famílias mais poderosas do país e por essa razão nunca foi descoberto.
Pessoal da polícia declararam que provavelmente El Psicópata teria sofrido algum trauma psicológico em sua juventude, relacionada com a sua mãe ou talvez uma namorada, porque mostra a crueldade contra as mulheres.
O então diretor da OIJ manifestou em 1996 que não havia mais mínima prova, exceto o modus operandi e o calibre da arma e que estes eram provas circunstanciais e nunca vinculantes, com uma pessoa em específico.
A polícia chegou a ter até seis suspeitos distintos.

## Versão das autoridades e confusão
Em 26 de novembro de 1996, o OIJ emitiu um comunicado de imprensa (o primeiro desde o início dos assassinatos), na qual tratava de esboçar quem era El Psicópata.
Nesse dito declaração, ofereceu uma linha telefônica e um endereço postal para dar informações de caráter confidencial, onde isto não teve maiores frutos. Também tentaram mudar o rumo da investigação, uma vez que antes dessa data, se pensava que El Psicópata era um assassino do tipo moralista, mas logo se tentou orientar seu perfil até de um assassino lascivo que matava para consumar suas fantasias sexuais, mas nunca foi claro o porquê desta mudança nas investigações.
Esse redirecionamento nas investigações foi rebatido inclusive por profissionais que haviam sido envolvidos na investigação, como o médico Fernando Garzona Meseguer, que sustenta que El Psicópata não teria fins relações sexuais em seus crimes e que se fosse o contato sexual com suas vítimas, isto não era a motivação de seus assassinatos.

## Carreira criminal

### O assassinato de Ligia Camacho Bermudez
Ocorreu em 14 de junho de 1987, na própria casa da vítima. Ligia lia um livro sentada na sua cama, quando recebeu um disparo do exterior de sua casa, que acabou com sua vida. Este evento contraria ao modus operandi do El Psicópata, pois este usou para atacar em lugares solitários e não em casas ou bairros. A única prova que poderia ser tratado o mesmo criminoso, era prova balística.
Também foram encontrados as impressões digitais, mas nenhum suspeito foi preso, não poderia realizar uma comparação positiva.

### Último crime
O último aspecto que imputa ao El Psicópata ocorreu em 26 de outubro de 1996, na zona de Patarrá de Desamparados, ao sul de San José. Mauricio Cordero e Ileana Álvarez estavam estacionados no veículo Nissan Sentra, propriedade do homem. De repente, foram surpreendidos por um estranho que os obrigou a abandonar o carro e caminhar a 500 m. Logo procedeu a assassinar a ambos, dando-lhe um tiro a cada um, que tiraram a vida. Se bem nunca foi preso a ninguém por este ou outros crimes atribuídos ao El Psicópata, a Policía Judicial de Costa Rica identificou um modus operandi idêntico no assassinato desses e de outras 19 pessoas entre 1986 a 1996.

## Outras curiosidades
- De acordo com a legislação da costa-riquense, os 19 crimes atribuídos ao El Psicópata já haviam prescrito. Isto significa que se encontrava o suspeito (ou suspeitos), já não poderia ser julgado por nenhum dos assassinatos.
- Os crimes imputados ao El Psicópata foram realizadas com uma submetralhadora Guide M3. Esta usa munições de calibre 45. Em julho de 2005, apareceu enterrada uma arma muito similar no pátio de uma casa no triângulo da morte, mas análise balísticos determinaram que a arma encontrada não coincidia com a Guide M3.* «Nota sobre o tema, Jornal Al Día.»
- El Psicópata só atacou ao sul da Autopista Florencio del Castillo (que liga San José com Cartago).